# Cirrospilus pictus
Cirrospilus pictus är en stekelart som först beskrevs av Christian Gottfried Daniel Nees von Esenbeck 1834.  Cirrospilus pictus ingår i släktet Cirrospilus och familjen finglanssteklar. Arten är reproducerande i Sverige. Inga underarter finns listade i Catalogue of Life.